# San Mateo, California
San Mateo este un oraș în comitatul San Mateo, statul California, Statele Unite ale Americii. Orașul se află amplasat la altitudinea de 13 m deasupra n.m., ocupă o suprafață de 41,3 km² din care 31,6 km² este uscat și avea în 2000, 92.482 locuitori fiind cel mare oraș al comitatului. Aici se află sediul firmei de investiții Franklin Templeton.

## Personalități marcante
- Merv Griffin (1925 – 2007), moderator TV și pianist
- Keith Carradine (n. 1949), actor;
- Mary Anne Driscoll⁠(de)[traduceți] (n. 1950, muziciană;
- Dennis Haysbert (n. 1954), actor;
- Kitty Margolis (n. 1955), muzician (jazz)
- Michael Trucco (n. 1970), actor;
- Tom Brady (n. 1977), fotbalist.

## Orașe înfrățite
- Danemarca Varde, Danemarca
- Japonia Toyonaka, Japonia
- Filipine San Pablo City, Filipine